# Jean-Pierre Paoli
Jean-Pierre Paoli (ur. 3 maja 1940 roku) – francuski kierowca wyścigowy.

## Kariera
Paoli rozpoczął karierę w międzynarodowych wyścigach samochodowych w 1972 roku od startów w Francuskiej Formule Renault oraz w Europejskiej Formule Renault. Z dorobkiem odpowiednio 169 i 15 punktów uplasował się tam odpowiednio na czwartej i siódmej pozycji w klasyfikacji generalnej. W późniejszych latach Francuz pojawiał się także w stawce 24-godzinnego wyścigu Le Mans, Włoskiej Formuły 3, Brytyjskiej Formuły 3 BRSCC John Player, Brytyjskiej Formuły 3 BARC Forward Trust oraz Europejskiej Formuły 2.
W Europejskiej Formule 2 Francuz wystartował w sześciu wyścigach sezonu 1974. W wyścigu na torze Mugello Circuit uplasował się na drugiej pozycji. Z dorobkiem sześciu punktów został sklasyfikowany na jedenastym miejscu w końcowej klasyfikacji kierowców.